# Rue Germain-Pilon
La rue Germain-Pilon est une voie du 18e arrondissement de Paris, en France.

## Situation et accès
La rue Germain-Pilon est une voie publique située dans le 18e arrondissement de Paris. Elle débute au 36, boulevard de Clichy et se termine au 31, rue des Abbesses.
Elle est située dans le quartier où ont été groupés des noms de sculpteurs. La rue est typique des alentours de Pigalle, souvent fréquentée par des prostitués qui donnent à la rue un charme d'antan.

## Origine du nom
Elle porte le nom du sculpteur français Germain Pilon (1528-1590).

## Historique
Cette voie de l'ancienne commune de Montmartre est ouverte en 1846 sous le nom de « rue Neuve-Pigalle ».
Classée dans la voirie parisienne par un décret du 23 mai 1863, elle prend sa dénomination actuelle par un décret du 24 août 1864.